# Edward Turkington
Edward Turkington   (San Francisco, 10 de gener de 1899 - 3 de setembre de 1996) va ser un jugador de rugbi a 15 estatunidenc que va competir durant les dècades de 1910 i 1920.
El 1924 va ser seleccionat per jugar amb la selecció dels Estats Units de rugbi a 15 que va prendre part en els Jocs Olímpics de París, on guanyà la medalla d'or.